# Francisco Hernández de Córdoba (conquistador)
Francisco Hernández de Córdoba, född omkring 1467 i Córdoba, Spanien, död 1517 i Sancti Spíritus, Kuba, var en spansk conquistador och den förste upptäcktsresanden från Europa att utforska Yucatánhalvön vilket han gjorde år 1517. 

## Upptäcktsresa till Yucatánhalvön
Upptäcktsresan till Yucatánhalvön utgick från Kuba. Bernal Díaz del Castillo var med på Hernández de Córdobas upptäcktsresa till Yucatánhalvön och skildrar den i boken Mexikos erövring (spanska: Historia verdadera de la conquista de la Nueva España). Många av Hernández de Córdobas män stupade i strid med mayaindianer nära staden Champotón och Hernández de Córdoba blev själv illa skadad och dog bara några dagar efter att ha återvänt till Kuba.